# Jakov Polje
Jakov Polje je naselje u Hrvatskoj u sastavu Grada Novog Vinodolskog. Nalazi se u Primorsko-goranskoj županiji.

## Zemljopis
Zapadno je Smokvica Krmpotska, sjeverno je Drinak, sjeveroistočno su Podmelnik i Javorje, istočno su Ruševo Krmpotsko i Zabukovac, jugoistočno su Bile i Alan, južno je Sibinj Krmpotski.

## Stanovništvo
| broj stanovnika | 387   | 1922  | 402   | 248   | 238   | 255   | 225   | 190   | 147   | 132   | 90    | 66    | 48    | 30    | 25    | 17    | 12    |
|                 | 1857. | 1869. | 1880. | 1890. | 1900. | 1910. | 1921. | 1931. | 1948. | 1953. | 1961. | 1971. | 1981. | 1991. | 2001. | 2011. | 2021. |